# Negib Azoury
Pour les articles homonymes, voir Azoury.
Negib Azoury ou Neguib Azoury (1873-1916) est un écrivain et homme politique libanais. De confession chrétienne maronite, c'est un fonctionnaire ottoman dans le sandjak de Jérusalem. Il a été influencé par le nationalisme français, ayant eu comme mentor Maurice Barrès, et opposera très tôt son nationalisme arabe au sionisme auquel il a été confronté à Jérusalem.

## Etudes et carrière
Après des études secondaires à Beyrouth, il a étudié à l’École de Sciences politiques à Paris, puis à Istanbul.
il a occupé pendant plusieurs années des fonctions d’adjoint à Kiazim bey, Moutassaref (gouverneur) de Jérusalem à partir de 1898.
En raison d’un conflit avec ce dernier, Azoury se rend au Caire où il attaque Kiazim bey dans le journal Al Ikhlas. Puis, il quitte le Caire pour Paris en 1904, où il fonde « La ligue de la patrie arabe » qui, disent les mauvaises langues, n’a eu que deux membres, lui-même et un de ses amis ! Il est condamné à mort in absentia par les Ottomans pour avoir quitté son poste à Jérusalem sans autorisation.

## Biographie
En 1905, il publie à Paris son livre (en français) « Le réveil de la nation arabe dans l'Asie turque en présence des intérêts et des rivalités des puissances étrangères, de la curie romaine et du patriarcat œcuménique : partie asiatique de la question d'Orient et programme de la Ligue de la patrie arabe ». Il souhaite un nouvel État détaché de la Turquie qui « s'étendra dans les limites de ses frontières naturelles, depuis la vallée du Tigre et de l'Euphrate jusqu'à l'isthme de Suez, et depuis la méditerranée jusqu'à la mer d'Oman. Il sera gouverné par une monarchie constitutionnelle et libérale d'un sultan arabe ». Pour organiser cette confération indépendante, il en appelle à la France.

Influencé par le nationalisme antisémite de Barrès, il s'attaque également dans ce livre à la politique sioniste et dénonce ce qu'il appelle le "péril juif universel". Il y fait sa célèbre prédiction : 
« Deux phénomènes importants, de même nature et pourtant opposés, qui n’ont encore attiré l’attention de personne se manifestent en ce moment dans la Turquie d’Asie : ce sont le réveil de la nation arabe et l’effort latent des Juifs pour reconstituer sur une large échelle l’ancienne monarchie d’Israël. Ces deux mouvements sont destinés à se combattre continuellement, jusqu’à ce que l’un d’eux l’emporte sur l’autre. Du résultat final de cette lutte entre ces deux peuples représentant deux principes contraires dépendra le sort du monde entier. »
Le Quai d'Orsay, semble-t-il, subventionne son journal, L'Indépendance arabe, qu'il commence à publier en 1907.
Il cherchera également à fonder une « Ligue de la patrie arabe » dont le programme se veut libéral :
« Rien n'est plus libéral que le programme de la ligue : la patrie arabe. Elle veut, avant tout, séparer, dans l'intérêt de l'Islam et de la nation arabe, le pouvoir civil d'avec le pouvoir religieux (...) Elle [la nation arabe] respectera les intérêts de l'Europe, toutes les concessions et tous les privilèges qui lui ont été accordés par les Turcs jusqu'à ce jour. (...) Elle offre le trône de l'Empire arabe au prince de la famille du khédiviale d'Égypte qui se prononcera ouvertement pour elle et qui dépensera son énergie et ses ressources dans ce but.
(...)
La patrie arabe offre aussi le califat religieux universel, sur tout l'Islam, au chérif (descendant du Prophète) qui embrassera franchement son parti et se consacrera à cette œuvre. (...) Ainsi, son pouvoir sera universel ; de sa résidence il gouvernera moralement tous les Musulmans de l'univers qui accourront en pèlerinage aux sanctuaires de Mohamed. »
Dans ses écrits, il est très proche des idées défendues par des intellectuels musulmans comme Kawakibi ou Rachid Rida.

## Ouvrages
- Le Réveil de la nation arabe dans l'Asie turque, Paris, Plon-Nourrit et Cie, 1905, 257 p. (BNF 31746753), lire en ligne.
- Le Péril Juif universel. Révélations et éludes politiques[7].

## Divers
Franc-maçon, il appartenu au début des années 1900 à la loge "Sannine" à l'Orient de Dhour el Choueir (Liban) sous juridiction de la Grande Loge d'Écosse devenant plus tard membre du Suprême Conseil de la Grande Loge d'Egypte,.